# Wahlen zum Senat der Vereinigten Staaten 1792 und 1793
Die Wahlen zum Senat der Vereinigten Staaten 1792 und 1793 zum 3. Kongress der Vereinigten Staaten fanden zu verschiedenen Zeitpunkten statt. Die Wahlen fanden parallel zur Präsidentschaftswahl 1792 statt, in der George Washington wiedergewählt wurde. Vor der Verabschiedung des 17. Zusatzartikels wurden die Senatoren nicht direkt gewählt, sondern von den Parlamenten der Bundesstaaten bestimmt.
Noch vor den Wahlen zum dritten Kongress wurden in Kentucky die beiden ersten Senatoren des Staates bestimmt, außerdem fanden Nachwahlen in Maryland, Pennsylvania und Virginia statt. Bei diesen konnte die Regierungsfraktion einen Sitz halten, die Gegner der Regierung gewannen vier Sitze hinzu. Zum 3. Kongress standen die 10 Sitze der Senatoren der Klasse II zur Wahl, die 1788 und 1789 für eine Amtszeit von vier Jahren bzw. später für die Restamtszeit gewählt worden waren. Von diesen waren vier Unterstützer der Regierung George Washingtons (die spätere Föderalistische Partei), sechs waren Gegner der Regierung (Anti-Administration Party). Insgesamt lag die Mehrheit der Regierung im Senat am Ende des zweiten Kongresses bei 17 zu 13.
Vier Senatoren, davon einer ein Unterstützer der Regierung, wurden wiedergewählt, zwei weitere Sitze konnte die Regierungsfraktion halten, einen die Regierungsgegner. Zwei Sitze wechselten von der Fraktion der Regierungsgegner zur Regierungsfraktion, einer in umgekehrter Richtung. Die Mehrheit der Regierung wäre damit eigentlich auf 18 zu 12 gestiegen. Aber zwei Senatoren, die bisher meist die Regierung unterstützt hatten, nämlich Benjamin Hawkins aus North Carolina und John Langdon aus New Hampshire, unterstützten ab dem dritten Kongress häufiger die Regierungsgegner, die Mehrheit sank daher auf 16 zu 14. Durch den Tod von Roger Sherman wurde 1793 eine Nachwahl in Connecticut nötig, die die Mehrheitsverhältnisse aber nicht änderte.

## Ergebnisse

### Wahlen während des 2. Kongresses
Diese Wahlen fanden vor dem 4. März 1793 statt, also während des 2. Kongresses. Die Gewinner außer Albert Gallatin wurden während des 2. Kongresses in den Senat aufgenommen, Gallatin aber erst im Dezember in den 3. Kongress, später wurde seine Wahl annulliert (siehe unten).
| Staat        | Amtierender Senator | Fraktion     | Nachwahl   | Datum         | Ergebnis                   | Neuer Senator   |
| ------------ | ------------------- | ------------ | ---------- | ------------- | -------------------------- | --------------- |
| Kentucky     | neuer Staat         | neuer Staat  | Klasse II  | 18. Juni 1792 | Zugewinn Gegner            | John Brown      |
| Kentucky     | neuer Staat         | neuer Staat  | Klasse III | 18. Juni 1792 | Zugewinn Gegner            | John Edwards    |
| Maryland     | Charles Carroll     | Unterstützer | Klasse I   | 10. Jan. 1793 | von Unterstützern gehalten | Richard Potts   |
| Pennsylvania | vakant              | vakant       | Klasse I   | 28. Feb. 1793 | Zugewinn Gegner            | Albert Gallatin |
| Virginia     | Richard Henry Lee   | Gegner       | Klasse II  | 18. Okt. 1792 | von Gegnern gehalten       | John Taylor     |

- Es gab noch keine Parteien, daher werden die Senatoren in Unterstützer und Gegner der Regierung George Washingtons eingeteilt.

### Wahlen zum 3. Kongress
Die Gewinner dieser Wahlen wurden am 4. März 1793 in den Senat aufgenommen, also bei Zusammentritt des 3. Kongresses. Alle Sitze dieser Senatoren gehören zur Klasse II.
| Staat          | Amtierender Senator | Fraktion     | Datum          | Ergebnis                   | Neuer Senator           |
| -------------- | ------------------- | ------------ | -------------- | -------------------------- | ----------------------- |
| Delaware       | Richard Bassett     | Unterstützer | 1793           | von Unterstützern gehalten | John M. Vining          |
| Georgia        | William Few         | Gegner       | 1793           | von Gegnern gehalten       | James Jackson           |
| Kentucky       | John Brown          | Gegner       | 11. Dez. 1792  | wiedergewählt              | John Brown              |
| Massachusetts  | Caleb Strong        | Unterstützer | 1793           | wiedergewählt              | Caleb Strong            |
| New Hampshire  | Paine Wingate       | Gegner       | Juni 1792      | Zugewinn Unterstützer      | Samuel Livermore        |
| New Jersey     | Philemon Dickinson  | Unterstützer | 1792 oder 1793 | von Unterstützern gehalten | Frederick Frelinghuysen |
| North Carolina | Samuel Johnston     | Unterstützer | 1792           | Zugewinn Gegner            | Alexander Martin        |
| Rhode Island   | Joseph Stanton      | Gegner       | 1793           | Zugewinn Unterstützer      | William Bradford        |
| South Carolina | Pierce Butler       | Gegner       | 5. Dez. 1792   | wiedergewählt              | Pierce Butler           |
| Virginia       | John Taylor         | Gegner       | 1793           | wiedergewählt              | John Taylor             |

- Es gab noch keine Parteien, daher werden die Senatoren in Unterstützer und Gegner der Regierung George Washingtons eingeteilt.
- wiedergewählt: ein gewählter Amtsinhaber wurde wiedergewählt

### Wahlen während des 3. Kongresses
Der Gewinner dieser Wahl wurde nach dem 4. März 1793 in den Senat aufgenommen, also während des 3. Kongresses.
| Staat       | Amtierender Senator | Fraktion     | Nachwahl   | Datum        | Ergebnis                   | Neuer Senator       |
| ----------- | ------------------- | ------------ | ---------- | ------------ | -------------------------- | ------------------- |
| Connecticut | Roger Sherman       | Unterstützer | Klasse III | 2. Dez. 1793 | von Unterstützern gehalten | Stephen M. Mitchell |

- Es gab noch keine Parteien, daher werden die Senatoren in Unterstützer und Gegner der Regierung George Washingtons eingeteilt.

## Einzelstaaten
In allen Staaten wurden die Senatoren durch die Parlamente gewählt, wie durch die Verfassung der Vereinigten Staaten vor der Verabschiedung des 17. Zusatzartikels vorgesehen. Das Wahlverfahren bestimmten die Staaten selbst, war daher von Staat zu Staat unterschiedlich. Teilweise ergibt sich aus den Quellen nur, wer gewählt wurde, aber nicht wie.
Es gab noch keine Parteien im modernen Sinne, stattdessen werden die Senatoren in Unterstützer und Gegner der Regierung George Washingtons eingeteilt.

### Connecticut
Roger Sherman, seit 1791 Klasse-III-Senator für Connecticut als Ersatz für den zurückgetretenen William Samuel Johnson, starb am 23. Juli 1793. Für die verbleibende Amtszeit bis 1795 wurde am 2. Dezember 1793 Stephen Mix Mitchell gewählt.

### Delaware
Als Nachfolger von Richard Bassett, Senator für Delaware seit 1789, wurde 1793 John M. Vining gewählt.

### Georgia
William Few, Senator für Georgia seit 1789, erhielt bei der Wahl 1793 nur 3 Stimmen im Repräsentantenhaus von Georgia und 2 im Senat. Gewählt wurde mit 24 Stimmen im Haus und 11 im Senat James Jackson, wie Few ein Gegner der Regierung. Ein Abgeordneter stimmte für George Mathews.

### Kentucky
Kentucky wurde am 1. Juni 1792 als fünfzehnter Staat in die Union aufgenommen. Am 18. Juni 1792 wählte sein Parlament die ersten beiden Senatoren, John Brown und John Edwards. Beide waren Gegner der Regierung. Brown hatte den Sitz der Klasse II ausgelost und wurde am 11. Dezember 1792 einmütig für eine volle sechsjährige Amtszeit wiedergewählt. Edwards erhielt den Sitz der Klasse III mit einer Amtszeit bis zum 3. März 1795.

### Maryland
Charles Carroll, Senator für Maryland seit 1789, war am 30. November 1792 zurückgetreten, da er seinen Sitz im Staatssenat von Maryland behalten wollte, was nach einem neuen Gesetz nicht mehr vereinbar mit einem Sitz im Unions-Senat war. Zu seinem Nachfolger wurde am 10. Januar 1793 Richard Potts gewählt, wie Carroll ein Unterstützer der Regierung.

### Massachusetts
Caleb Strong, Senator für Massachusetts seit 1789, wurde 1793 wiedergewählt.

### New Hampshire
Paine Wingate, Senator für New Hampshire seit 1789 und Gegner der Regierung, wurde im Juni 1792 vom Parlament des Staates abgewählt. Er erhielt nur 28 Stimmen, neuer Senator wurde mit 52 Stimmen Samuel Livermore, ein Unterstützer der Regierung. Acht Stimmen erhielt Nathaniel Peabody, eine Abiel Foster.

### New Jersey
Philemon Dickinson, Senator für New Jersey seit 1790, trat nicht zur Wiederwahl an. Zu seinem Nachfolger wählte das Parlament Frederick Frelinghuysen, wie Dickinson ein Unterstützer der Regierung.

### North Carolina
Samuel Johnston, Senator für North Carolina seit 1789, wurde 1792 vom Parlament des Staates abgewählt. Nach mehreren Wahlgängen war Alexander Martin erfolgreich. Stimmen erhielten auch John Steele, der im zweiten Wahlgang sogar vorn lag, John Leigh, Thomas Blount, William Lenoir, Gaiter, Alfred Moore, Richard Spaight und Willie Jones.

### Pennsylvania
William Maclay, Senator für Pennsylvania seit 1789, war 1791 nicht wiedergewählt worden, das Parlament hatte sich aber auch auf keinen anderen Kandidaten einigen können, wodurch der Sitz seit dem 4. März 1791 vakant war. Am 28. Februar 1793 wählte das Parlament in einer gemeinsamen Sitzung von Repräsentantenhaus und Senat. Albert Gallatin erhielt 45 Stimmen und damit eine absolute Mehrheit. Da er zur konstituierenden Sitzung des Kongresses am 4. März nicht anwesend war, wurde er erst in der regulären Sitzung am 3. Dezember eingeschworen. Die Legitimität seiner Wahl wurde sofort angefochten, da er noch nicht lange genug US-Bürger sei, am 28. Februar 1794 wurde die Wahl deshalb annulliert und er musste den Senat wieder verlassen. Erfolgreichster Gegenkandidat Gallatins war Henry Miller mit 35 Stimmen, Arthur St. Clair und William Irvine erhielten jeweils eine Stimme.

### Rhode Island
Zum Nachfolger von Joseph Stanton, Senator für Rhode Island seit 1790 und Gegner der Regierung, wurde 1793 William Bradford gewählt, ein Unterstützer Washingtons.

### South Carolina
Pierce Butler, Senator für South Carolina seit 1789, wurde am 5. Dezember 1792 mit großer Mehrheit wiedergewählt. Er erhielt 118 von 134 Stimmen, acht Stimmen erhielt Charles Pinckney, neben anderen erhielten John E. Colhoun und Jacob Read jeweils eine Stimme.

### Virginia
Richard Henry Lee, Senator für Virginia seit 1789, trat am 8. Oktober 1792 zurück. Zu seinem Nachfolger wurde am 18. Oktober 1792 mit 90 Stimmen John Taylor of Caroline gewählt, Arthur Lee erhielt 39 Stimmen, Francis Corbin 33. Taylor wurde 1793 für eine volle Amtszeit wiedergewählt.